# Bernard de La Tour

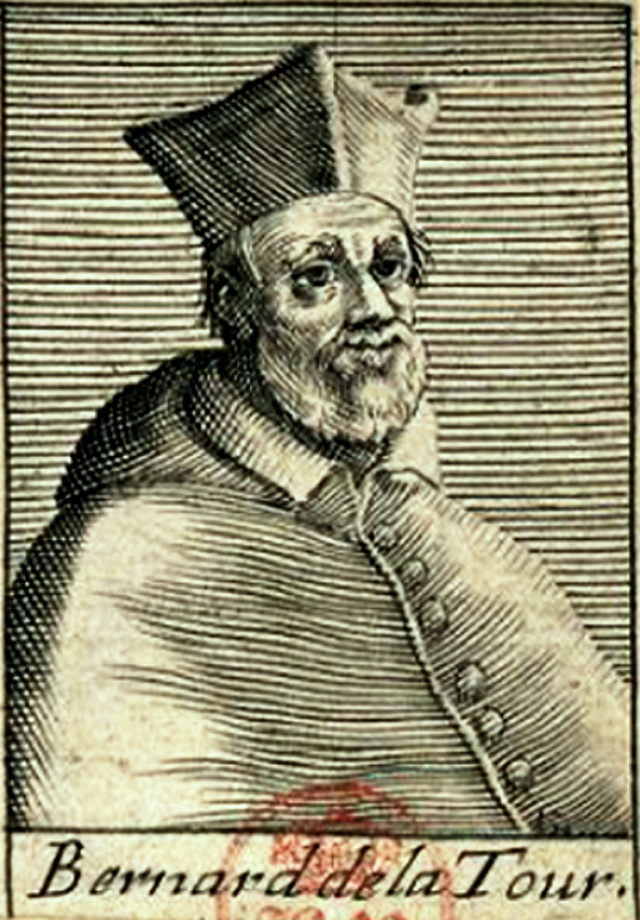
Bernard de La Tour, Anonym, Gravur aus der Sammlung des Königs Louis-Philippe, 19. Jahrhundert

Bernard de La Tour (auch La Tour d’Auvergne genannt; * um 1306 in Limoges; † 7. August 1361 in Avignon) war ein französischer Kardinal aus der Familie La Tour d’Auvergne.

## Leben
Bernard de La Tour war der jüngere Sohn von Bernard III., Seigneur de La Tour, und Béatrix de Rodez sowie ein Verwandter des Papstes Clemens VI. (Pierre Rogier de Beaufort) und ein Onkel des Kardinals Jean de La Tour.
Er war Kanoniker an der Kathedrale von Lyon und Apostolischer Subdiakon. Clemens VI. ernannte ihn auf dem Konsistorium vom 20. September 1342 zum Kardinal, er wurde Kardinaldiakon von Sant’Eustachio. Er nahm am Konklave von 1352 teil, auf dem Innozenz VI. gewählt wurde.
Er und Kardinal Gaillard de la Mothe brachten das Pallium zu Kardinal Pierre Bertrand de Colombier, Bischof von Ostia, der dann am 5. April 1355 im Auftrag des Papstes, der in Avignon residierte, in Rom Karl IV. zum Kaiser krönte. Im Dezember 1356 wurde er Kardinalprotodiakon.
Bernard de La Tour starb am 7. August 1361 in Avignon an der Pest.